# Финляндия на летних Олимпийских играх 1976
На Летних Олимпийских играх 1976 года Финляндию представляло 83 спортсмена (77 мужчин и 6 женщин), выступивших в 14 видах спорта. Они завоевали 4 золотых и 2 серебряных медали, что вывело финскую сборную на 11-е место в неофициальном командном зачёте.

## Медалисты
| Медаль  | Спортсмен        | Вид спорта           | Дисциплина               |
| ------- | ---------------- | -------------------- | ------------------------ |
| Золото  | Лассе Вирен      | Лёгкая атлетика      | Мужчины, 5000 м          |
| Золото  | Лассе Вирен      | Лёгкая атлетика      | Мужчины, 10 000 м        |
| Золото  | Пертти Карппинен | Академическая гребля | Мужчины, одиночки        |
| Золото  | Пертти Уккола    | Греко-римская борьба | Мужчины, до 57 кг        |
| Серебро | Антти Каллиомяки | Лёгкая атлетика      | Мужчины, прыжки с шестом |
| Серебро | Ханну Сийтонен   | Лёгкая атлетика      | Мужчины, метание копья   |

## Результаты соревнований

### Академическая гребля
В следующий раунд из каждого заезда проходили несколько лучших экипажей (в зависимости от дисциплины). В финал A выходили 6 сильнейших экипажей, ещё 6 экипажей, выбывших в полуфинале, распределяли места в малом финале B
Мужчины
| Соревнование | Спортсмены             | Предварительный заезд | Предварительный заезд | Предварительный заезд | Отборочный заезд | Отборочный заезд | Отборочный заезд | Полуфинал | Полуфинал | Полуфинал | Финал   | Финал   | Итоговое место |
| Соревнование | Спортсмены             | Заезд                 | Время                 | Место                 | Заезд            | Время            | Место            | Заезд     | Время     | Место     | Время   | Место   | Итоговое место |
| ------------ | ---------------------- | --------------------- | --------------------- | --------------------- | ---------------- | ---------------- | ---------------- | --------- | --------- | --------- | ------- | ------- | -------------- |
| одиночки     | Пертти Карппинен       | 1                     | 7:12,94               | 4                     | 1                | 7:06,81          | 1 Q              | 2         | 6:59,13   | 3 QA      | Финал A | Финал A | 1              |
| одиночки     | Пертти Карппинен       | 1                     | 7:12,94               | 4                     | 1                | 7:06,81          | 1 Q              | 2         | 6:59,13   | 3 QA      | 7:29,03 | 1       | 1              |
| двойки       | Лео Ахонен Кари Ханска | 2                     | 7:02,62               | 3 Q                   | не участвовали   | не участвовали   | не участвовали   | 1         | 6:35,53   | 4 QB      | Финал B | Финал B | 8              |
| двойки       | Лео Ахонен Кари Ханска | 2                     | 7:02,62               | 3 Q                   | не участвовали   | не участвовали   | не участвовали   | 1         | 6:35,53   | 4 QB      | 7:29,09 | 2       | 8              |